# Totobates discifer
Totobates discifer är en kvalsterart som beskrevs av Hammer 1961. Totobates discifer ingår i släktet Totobates och familjen Liebstadiidae. Inga underarter finns listade i Catalogue of Life.